# Adoum Gargoum
Adoum Gargoum, né le 7 août 1954 à Kousséri et mort le 8 mars 2021 à Yaoundé, est une personnalité politique camerounaise. Lors du remaniement ministériel du 2 octobre 2015, il est reconduit au poste de ministre délégué auprès du ministre des Relations extérieures chargé des relations avec le monde islamique. Il est le premier membre du gouvernement à exercer cette fonction. Il est décédé de suite de maladie à Yaoundé le 8 mars 2021.

## Biographie
Il est né le 7 août 1954 à Kousséri. Il fait ses études primaires dans sa ville de naissance. Il poursuit ses études secondaires au collège protestant de Mokolo dans le département du Mayo-Tsanaga (Région de l'Extrême-Nord).
Il poursuit ses études universitaires à la faculté de droit à l'université de Yaoundé I. Il réussit ensuite le concours d'entrée à École nationale d'administration et de magistrature (ENAM).
D'octobre 1985 à décembre 1988, il occupe le poste de premier adjoint de l'inspecteur provincial du travail de l'Extrême Nord. Il devient par la suite inspecteur provincial principal du Travail et de la Prévoyance sociale dans plusieurs régions du Cameroun : décembre 1988-septembre 1990 (Extrême Nord), septembre 1990-août 1992 (Adamaoua). 
Il occupe par la suite des fonctions administratives. Du 14 août 1992 au 16 juin 1995, il est secrétaire général au ministère de la Recherche scientifique et technique. Du 16 juin 1995 au 7 décembre 1997, il occupe le poste de secrétaire général au ministère de l'Administration territoriale. À partir du 7 décembre 1997, il occupe le poste de ministre délégué auprès du ministère des Relations extérieures, chargé des relations avec le monde musulman.